# Canal+ Foot
À ne pas confondre avec Foot+, diffusant également des matchs de football.
 (mai 2023).
Canal+ Foot est une chaîne de télévision payante thématique française, consacrée au football et appartenant au bouquet Canal+ Sport groupe Canal+ du groupe Vivendi, lui même contrôlé par le groupe Bolloré.

## Historique de la chaîne
Le 22 juillet 2022, le groupe Canal+ annonce la création de la chaîne Canal+ Foot, en compensation de l'arrêt de Foot+ 24/24. Le 23 août 2022, le groupe Canal+ annonce que la chaîne Canal+ Foot va être diffusée sur les canaux 11 et 61. Le 31 août 2022, Canal+ Foot commence à émettre à 19 h 45 avec l'émission Coup d'envoi, présentée par Hervé Mathoux sur le plateau du Canal Football Club précédant son premier match Toulouse FC-Paris SG, soldé par le score de 3-0 pour Paris. La chaine émet de 7 h 30/8 h à environ 3 h/4 h du matin.
Le 13 juin 2023, le groupe Canal+ annonce la prolongation de la diffusion de la Division 1 féminine avec les deux meilleures affiches par journée sur Canal+ Foot pendant six saisons supplémentaires. En août 2023, le groupe Canal+ annonce l'acquisition des droits TV de la Saudi Pro League pour deux saisons. Les antennes du groupe Canal+ diffusent 2 matchs par journée.

### Identité graphique
Le 1er septembre 2023, toutes les chaînes Canal+, dont la déclinaison « Foot », bénéficient d'une refonte de leur identité graphique.

Logo de Canal+ Foot depuis le 1er septembre 2023.

## Programmation et publicité
Canal+ Foot comprend la retransmission des matchs de football en direct et en différé ainsi que des émissions sportives consacrées à l'actualité du football et des documentaires sur le football. Lorsque plusieurs matchs se tiennent en même temps, ces matchs sont diffusés simultanément en intégralité sur les canaux Canal+ Live. Quand un match est diffusé sur Canal+ ou Canal+ Sport 360, il est diffusé en simultané sur Canal+ Foot, sauf si cette dernière diffuse un match d'un autre championnat. Bien que Canal+ Foot ne diffuse aucun programme en clair, la chaine n'est pas soumise aux mêmes règles que la chaine Canal+; elle peut ainsi diffuser de la publicité durant les mi-temps des matchs diffusés en direct ainsi qu'entre chaque émission.

### Programmes principaux
- Jour de foot, journal quotidien sur l'actualité du football, diffusé du lundi au vendredi à 20h20, présenté par Eric Besnard,
- Canal Football Club : magazine sur le football, diffusé le dimanche à 19h25, présenté par Hervé Mathoux
- Canal Champions Club : magazine sur la Ligue des Champions, diffusé chaque mardi et mercredi; à 19h50 et 23h, présenté par Hervé Mathoux.
- Histoire de Champion's, émission rétrospective sur la Ligue des Champions, présenté par Gauthier Kuntzmann.
- Soir d'Europe, magazine sur la Ligue Europa et la Ligue Europa Conference, diffusé le jeudi à 23h, présenté par Clément Gacheny
- Match of ze Day, magazine sur la Premier League, diffusé le samedi et le dimanche après-midi, présenté par Joris Sabi.
- Premier League Review, magazine de résumés des matchs de Premier League.
- Soir de Première Ligue, magazines de présentation et de débrief sur la Première Ligue, diffusé le vendredi et le samedi à 20h45 et 23h, présenté par Anne-Laure Salvatico.
- Canal foot manager, émission sur le décryptage tactique, présenté par Gauthier Kuntzmann.
- Intérieur sport, série documentaire en immersion, présenté par Amandine Morhaim.
- Doc sport : documentaire unique.

### Droits
- Ligue des Champions : tous les matchs, chaque mardi et mercredi à 18h45 et 21h (2024-2027) avec Canal+ Sport 360 et Canal+ Live.
- Ligue Europa : tous les matchs le jeudi à 18h45 et 21h (2024-2027) avec Canal+ Sport 360 et Canal+ Live.
- Ligue Conférence : tous les matchs le jeudi à 18h45 et 21h (2024-2027) avec Canal+ Sport 360 et Canal+ Live.
- Supercoupe de l'UEFA : la finale en août (2021-2027).
- Premier League : tous les matchs (2019-2028), avec Canal+ Sport 360 et Canal+ Live.
- Première Ligue : une affiche le vendredi à 21h, une affiche le samedi à 21h (2018-2029).
- Trophée des championnes : la finale en août (2019-2029).
- UEFA Youth League : tous les matchs (2024-2027).
- Saudi Pro League : 2 affiches par journée (2023-2025), avec Canal+ Sport 360 et Canal+ Live.

## Audience
Canal+ Foot réalise ses meilleures résultats d'audience chaque mardi, lors de la diffusion des matchs de Ligue des Champions diffusés en exclusivité au sein des chaînes Canal+)[réf. nécessaire] :
| #  | Date              | Matchs                                     | Compétitions                  | Nombre de téléspectateurs | Part de marché (4 ans et plus) | Réfs.  |
| -- | ----------------- | ------------------------------------------ | ----------------------------- | ------------------------- | ------------------------------ | ------ |
| 1  | 7 mai 2024        | Paris SG - Borussia Dortmund               | Ligue des Champions 2023-2024 | 2 890 000                 | 13,6 %                         | [ 7 ]  |
| 2  | 29 avril 2025     | Arsenal - Paris SG                         | Ligue des Champions 2024-2025 | 2 740 000                 | 14,4 %                         | [ 8 ]  |
| 3  | 11 mars 2025      | Liverpool - Paris SG                       | Ligue des Champions 2024-2025 | 2 380 000                 | 14 %                           | [ 9 ]  |
| 4  | 16 avril 2024     | FC Barcelone - Paris SG                    | Ligue des Champions 2023-2024 | 2 360 000                 | 11,7 %                         | [ 10 ] |
| 5  | 6 mai 2025        | Inter Milan - FC Barcelone                 | Ligue des Champions 2024-2025 | 1 934 000                 | 11,7 %                         | [ 11 ] |
| 6  | 28 novembre 2023  | Paris SG - Newcastle United                | Ligue des Champions 2023-2024 | 1 860 000                 | 9 %                            | [ 12 ] |
| 7  | 7 novembre 2023   | AC Milan - Paris SG                        | Ligue des Champions 2023-2024 | 1 780 000                 | 8,7 %                          | [ 13 ] |
| 8  | 5 mars 2024       | Real Sociedad - Paris SG                   | Ligue des Champions 2023-2024 | 1 620 000                 | 8,1 %                          | ,      |
| 9  | 11 octobre 2022   | Paris SG - Benfica Lisbonne                | Ligue des Champions 2022-2023 | 1 400 000                 | NC                             | [ 16 ] |
| 10 | 1er novembre 2022 | Olympique de Marseille - Tottenham Hotspur | Ligue des Champions 2022-2023 | 1 390 000                 | NC                             | [ 17 ] |

## Télédiffusion
Canal+ Foot retransmet par satellite, notamment dans l'offre payante française Canal+, via le Câble, l'ADSL ou la Fibre de SFR TV, Bouygues Telecom, Freebox TV ou La TV d'Orange, via son site internet et son application mobile MyCanal.
Elle est présente dans le bouquet Canal+ Sport.